# Michał Grabowski
Pour les articles homonymes, voir Grabowski.
Michał Grabowski, en français Michel Grabowski, né en 1773 et mort le 17 août 1812 à Smolensk, est un officier polonais, colonel de l'armée polonaise en 1792, général de brigade du duché de Varsovie en 1807.

## Biographie
Il est le fils naturel du roi Stanislas II de Pologne et d'Elżbieta Szydłowska. Il reste sous la garde du roi qui veille au bon déroulement de sa carrière militaire.
Il prend part à la guerre russo-polonaise de 1792, prélude au deuxième partage de la Pologne, en tant que commandant du 5e régiment de fusiliers. 
Pendant l'insurrection de Kościuszko en 1794, il est l'aide de camp de Stanislas II et, après le troisième partage (1795) et l'abdication du roi, l'accompagne à Grodno, puis à Saint-Pétersbourg, où le roi meurt en 1798. 
En 1807, Michel Grabowski participe à la guerre de la Quatrième Coalition, au cours de laquelle il est fait général de brigade. Il est nommé commandant de la place de Gdańsk puis de la forteresse de Modlin, alors en construction. 
En 1808, il est mis à la tête d'une brigade de la 3e division de l'armée du duché de Varsovie, créé par les traités de Tilsit en juillet 1807.
En 1811, il est envoyé en mission militaire à Dresde, capitale de la Saxe, dont le roi est aussi duc de Varsovie. 
L'année suivante, pendant la campagne de Russie, il commande la 2e brigade de la 18e division. Il est nommé gouverneur de Moguilev.  
Michel Grabowski meurt au combat le 17 août 1812, pendant la bataille de Smolensk.